# Edwin Ifeanyi
Edwin Ifeanyi (nacido el 28 de abril de 1972) es un exfutbolista camerunés que se desempeñaba como centrocampista.
Edwin Ifeanyi jugó 2 veces para la selección de fútbol de Camerún entre 1992 y 1994.

## Trayectoria

### Clubes
| Club              | País  | Año         |
| ----------------- | ----- | ----------- |
| Tokyo Gas         | Japón | 1995 - 1997 |
| Verdy Kawasaki    | Japón | 1998        |
| Omiya Ardija      | Japón | 1999        |
| Oita Trinita      | Japón | 1999        |
| Montedio Yamagata | Japón | 2000        |

### Selección nacional
| Selección | País    | Año         |
| --------- | ------- | ----------- |
| Absoluta  | Camerún | 1992 - 1994 |

## Estadística de equipo nacional
| Selección de fútbol de Camerún | Selección de fútbol de Camerún | Selección de fútbol de Camerún |
| Año                            | Part.                          | Goles                          |
| ------------------------------ | ------------------------------ | ------------------------------ |
| 1992                           | 0                              | 0                              |
| 1993                           | 0                              | 0                              |
| 1994                           | 2                              | 0                              |
| Total                          | 2                              | 0                              |